# 基輔客運站
基輔客運站（羅馬化：Kyiv-Pasazhyrskyi）是烏克蘭首都基輔主要的火車站。提供國際及長短途班車，並設地鐵和電車轉乘。
車站建於1868年，並隨著通往庫爾斯克和巴爾塔的鐵路通車啟用。第一代車站是古英國哥德式風格，樓高兩層。目前的車站建於1927至32年，屬帶建構主義的烏克蘭巴洛克風格。2001年修復工程完成，並增設南入口。